# 黛西·聖約翰
黛西·聖約翰（Daisey St. John，1875年—20世紀），是一名英格蘭羽球運動員。
1899年，黛西·聖約翰在著名的全英羽球錦標賽第一屆中與D·奧克斯一起贏得混合雙打冠軍。隔年，他們衛冕成功。1901年，她與E·莫斯里贏得全英女子雙打冠軍，並在隔年獲得亞軍。